# 馬隆·派克
馬隆·派克（英語：Marlon Pack；1991年3月25日—）是一位英格蘭足球運動員。
派克在場上的位置是中場。現效力於英甲球隊朴茨茅斯，曾效力於布里斯托城。

## 外部連結
- 足球数据库：馬隆·派克的球员统计数据